# Berera
Berera è una famiglia di musicisti, originaria di Monclassico in Val di Sole, inurbatasi in seguito a Trento, nel XVIII secolo. Il più noto di essi fu Francesco Antonio Berera (1737-1813).

## Storia
Giovanni Antonio Berera (Monclassico, 10 febbraio 1711 – Trento, 12 maggio 1799), è stato un violinista, liutaio, incisore e pittore italiano. Si sposò con Anna Domenica Capeleti di Trento il 26 maggio 1731 dalla quale ebbe quattro figli che proseguirono con l'attività musicale:
- Giovanni Battista Berera (Trento, 13 novembre 1733 – 1771), violinista e insegnante.
- Giuseppe Berera (Trento, 20 luglio 1739 – Vienna, 16 maggio 1796), tenore.
- Giuseppe Antonio Berera (Trento, 28 gennaio 1757 – Trento, 5 marzo 1797), contralto, riparatore di strumenti musicali e pittore.
- Francesco Antonio Berera (Trento, 24 agosto 1737 – Trento, 8 aprile 1813), maestro di cappella, tenore, presso il Duomo di Trento, e compositore.[2]

### Tavola genealogica
|                               |                               |                               |                               |                               |                               | Giovanni Antonio Berera 1711 – 1799 | Giovanni Antonio Berera 1711 – 1799 | Giovanni Antonio Berera 1711 – 1799 | Giovanni Antonio Berera 1711 – 1799 | Giovanni Antonio Berera 1711 – 1799 | Giovanni Antonio Berera 1711 – 1799 |                      |                      |  |  |                              |                              | Anna Domenica Capeleti XVIII secolo | Anna Domenica Capeleti XVIII secolo | Anna Domenica Capeleti XVIII secolo | Anna Domenica Capeleti XVIII secolo | Anna Domenica Capeleti XVIII secolo | Anna Domenica Capeleti XVIII secolo |                               |                               |                               |                               |                               |                               |  |  |
|                               |                               |                               |                               |                               |                               | Giovanni Antonio Berera 1711 – 1799 | Giovanni Antonio Berera 1711 – 1799 | Giovanni Antonio Berera 1711 – 1799 | Giovanni Antonio Berera 1711 – 1799 | Giovanni Antonio Berera 1711 – 1799 | Giovanni Antonio Berera 1711 – 1799 |                      |                      |  |  |                              |                              | Anna Domenica Capeleti XVIII secolo | Anna Domenica Capeleti XVIII secolo | Anna Domenica Capeleti XVIII secolo | Anna Domenica Capeleti XVIII secolo | Anna Domenica Capeleti XVIII secolo | Anna Domenica Capeleti XVIII secolo |                               |                               |                               |                               |                               |                               |  |  |
|                               |                               |                               |                               |                               |                               |                                     |                                     |                                     |                                     |                                     |                                     |                      |                      |  |  |                              |                              |                                     |                                     |                                     |                                     |                                     |                                     |                               |                               |                               |                               |                               |                               |  |  |
|                               |                               |                               |                               |                               |                               |                                     |                                     |                                     |                                     |                                     |                                     |                      |                      |  |  |                              |                              |                                     |                                     |                                     |                                     |                                     |                                     |                               |                               |                               |                               |                               |                               |  |  |
| Giovanni Battista 1733 – 1771 | Giovanni Battista 1733 – 1771 | Giovanni Battista 1733 – 1771 | Giovanni Battista 1733 – 1771 | Giovanni Battista 1733 – 1771 | Giovanni Battista 1733 – 1771 |                                     |                                     | Giuseppe 1739 – 1796                | Giuseppe 1739 – 1796                | Giuseppe 1739 – 1796                | Giuseppe 1739 – 1796                | Giuseppe 1739 – 1796 | Giuseppe 1739 – 1796 |  |  | Giuseppe Antonio 1757 – 1797 | Giuseppe Antonio 1757 – 1797 | Giuseppe Antonio 1757 – 1797        | Giuseppe Antonio 1757 – 1797        | Giuseppe Antonio 1757 – 1797        | Giuseppe Antonio 1757 – 1797        |                                     |                                     | Francesco Antonio 1737 – 1813 | Francesco Antonio 1737 – 1813 | Francesco Antonio 1737 – 1813 | Francesco Antonio 1737 – 1813 | Francesco Antonio 1737 – 1813 | Francesco Antonio 1737 – 1813 |  |  |